# 虔誠軍
虔誠軍（Lashkar-e-Taiba）是当今南亞其中一個規模最大，最為活躍的伊斯蘭恐怖組織。
虔誠軍於1991年由哈菲斯·穆罕默德·萨伊德在阿富汗的库纳尔省成立，現在的根據地在巴基斯坦境內的拉合尔附近，在巴控克什米爾地區操控著幾個大型的武裝組織。虔誠軍多次對印度發動大型恐怖襲擊，其直接目的就是要終結印度在克什米爾地區的管治。部分脫離了組織的虔誠軍成員也被指控曾在巴基斯坦境內發動恐怖襲擊，反抗穆沙拉夫總統的政策。此外，還有種種跡象顯示虔誠軍與阿蓋達组织關係密切，很有可能是其分支。
虔誠軍已經被美國、英國、印度、巴基斯坦、歐盟、俄羅斯、歐洲等列為恐怖組織。
2012年，美國懸賞1,000萬美元通緝虔誠軍創辦人哈菲斯·穆罕默德·萨伊德。

## 附屬組織
2018年4月，美國國務院把巴基斯坦政黨「米利穆斯林聯盟」認定為虔誠軍的附屬組織，將該黨列為恐怖組織。

## 外部連結
- Report on the Lashkar-e-Toiba by the Anti-Defamation League
- Report on Lashkar-e-Toiba by the South Asia Terrorism Portal
- Should Mohd. Afzal Guru be executed? International Terrorism Monitor--Paper # 132.
- Islamist Militancy in Kashmir: The Case of the Lashkar-i Tayyeba（页面存档备份，存于） - by Prof. Yoginder Sikand